# Manuel Martín Martín
Manuel Martín Martín (Ecija, Sevilla, siglo XX) es un periodista, escritor y crítico de Flamenco español. Es crítico de Flamenco del diario El Mundo (desde 1998).
Ha realizado más de 400 conferencias y escrito unos 900 artículos en prensa. Es miembro supernumerario de la Real Academia de Ciencias, Buenas Letras y Bellas Artes "Vélez de Guevara", es miembro de número de la Cátedra Itinerante de Flamencología de Cádiz, así como asesor de La Ciudad del Flamenco de Jerez, es consejero asesor de la Fundación Andaluza de Flamenco y director cultural de la Fundación Antonio Mairena.

## Biografía
Comenzó como periodista en Radio Écija en 1978, de allí pasó a la redacción de las revistas, Sevilla Flamenca y Candil. En 1981, entró a formar parte de El Correo de Andalucía, que compaginaba escribiendo guiones para la Cadena Ser. En 1984 ingresa en la Cadena COPE hasta 1985. En 1987 realiza una ponencia el IV Coloquio Internacional del Romancero, la cual causa tal expectación que es archivada en la Biblioteca Pública de Andalucía. En 1988 realiza ponencias disertadas en la I Conferencia Internacional de Flamenco, auspiciada por la UNESCO, y continua su labor como crítico en Diario 16 Andalucía, donde fue responsable de la sección de Flamenco desde abril de 1989 hasta enero de 1998, fecha en que pasó a El Mundo de Andalucía, diario con el que fue reconocido en Cádiz cómo el medio que mayor cobertura dio a los espectáculos flamencos durante el año 1999. En la actualidad continua con su labor periodística de El Mundo con la de colaborador de la revista especializada de flamenco ”Candil”, la más antigua del género que se sigue publicándose hoy.
En 1990 ofrece conferencias en los cursos de verano de la Universidad de Cádiz. En los siguientes años realiza guiones televisivos como El Cante por Serranas (Procuamsa, 1989 y 1990), Retratos flamencos (Fundación Andaluza de Flamenco, 1992), Honores al señor Antonio Mairena (Consejería de Cultura y Medio Ambiente, 1992) y trabajos de ensayo como Proceso a Manolo de Huelva (Patronato Quinto Centenario, 1992), Cien años de cante (Gala, 1993) y De la tradición a la vanguardia (Granada, 1993).
En 1992 fue nominando como “el mejor crítico de flamenco de España” por el Decano de la Facultad de Ciencias de la Información de Sevilla, José Manuel Gómez y Méndez, también fue definido por Manuel Barrios como “el crítico más experto de este tiempo”. Manuel Martín Martín fue redactor del expediente que se elevó al consejo de Gobierno de la Junta de Andalucía para la concesión de la V Llave de Oro del Cante a Fosforito.
En 1995 colabora en los volúmenes 2 y 3 de la Historia del Flamenco (Tartesos, 1995), y como coautor de Dos siglos de flamenco (F.A.F., 1989), Flamencos (Salvat, 1990), participa en el I Congreso de Críticos de Arte Flamenco (Jaén, 1992). En 1994 realiza conferencias en la Universidad Internacional Menéndez Pelayo de Santander y dirige un ciclo flamenco por las Universidades Andaluzas. Es coautor con diferentes profesores universitarios andaluces de los volúmenes Cádiz, Córdoba, Granada y Sevilla (Ediciones Mediterráneo, 1996), Manolo Sanlúcar, un mundo de guitarra (Ediciones Giralda, 1996), Hace 20 años de Pepe Marchena (Diputación Provincial de Sevilla, 1996), las obras Paso a Seis (LAB-CDi, 1996), El Cante (LAB-CDi, 1997) y El Toque (LAB-CDi, 1997). Realiza laboras pedagógicas e intervenciones en Colegios Públicos e Institutos, ciclos de la Diputación Provincial de Sevilla (1995), y Cajas de Ahorros como CajaSur (1996-97) y El Monte (1997), en la Universidad Europea (Marbella, 1996), en la Facultad de Derecho de Jerez (1997) y el Conservatorio Superior de Danza de Córdoba (2000).
En 1999 es Miembro del jurado de diferentes prestigiosos certámenes y concursos como los del "Compás del Cante", "Festival Andaluz de Jóvenes Aficionados al Flamenco", Los festivales de Mairena del Alcor y La Unión, el I Certamen Nacional de Coreografía de Jerez. En el año 2000 es ponente en las I Jornadas de Formación del Profesorado de Danza de Andalucía y en la Asociación Universitaria Erasmus. También en el I y II Premio Andalucía de Flamenco ‘Niña de los Peines’ en 1999 y 2001, así como en los Giraldillos de la XII Bienal de Flamenco en el 2002.
Ese año es ponente en el X Curso Internacional de Danza Matilde Coral para profesionales, en el I, II, III y IV Curso de Flamenco en Paymogo (2002, 2003, 2004 y 2005), en el Aula de la Experiencia de la Universidad de Sevilla (2003), en la que impartió un curso sobre flamenco y otro de periodismo, en el VII Curso de Iniciación ‘Flamenco y Universidad’ (Jaén, 2003), en los cursos de verano de la Universidad Pablo Olavide (Carmona, 2004), en donde en 2005 tiene el honor de impartir la Conferencia Magistral de la inauguración de estos cursos. Manuel Martín Martín también escribe diferentes libros como Pedro Bacán, una vida llena de seis figuras de luces nuevas (X Bienal de Flamenco, 1998), Apuntes para una biografía desapasionada de Fernanda y Bernarda de Utrera (Diputación Provincial de Sevilla, 1999), XI Bienal de Flamenco. Catálogo (Ayuntamiento de Sevilla, 2000), El Turronero. El coraje de vivir (Diputación Provincial de Sevilla, 2002), Una voz de arte, una voz de genio. El Perrate (Diputación Provincial de Sevilla, 2003), que fue presentado en la III Ferial Mundial del Flamenco (Octubre 2003), y Cristina Hoyos. Un sendero para la gloria (Diputación Provincial de Sevilla), que fue presentado en la IV Feria Mundial del Flamenco (Octubre, 2004).
En 2007 se produjo un hecho polémico ya que la labor del crítico fue duramente criticada en prensa escrita, a través de una carta publicada por Enrique Morente y secundada por numerosos artistas del flamenco. Martín Martín presentó una querella criminal por supuestas injurias y calumnias, que pese a la muerte de Morente en 2010 continuó frente a sus sucesores hasta que en 2014 se produjo la sentencia firme absolutoria que daba la razón a Enrique Morente.
En el año 2024 publicó un libro de más de 150 páginas sobre la figura del cantaor Pepe Marchena (Niño de Marchena). El libro se vende junto con el disco  Recordando a Marchena interpretado por Sandra Carrasco y el acompañamiento a la guitarra de David de Arahal.

## Reconocimientos
Manuel Martín ha recibido diferentes galardones a lo largo de su carrera como la Mención Especial del Premio de Periodismo Ricardo Molina, de Córdoba (1986), el I Premio Nacional de Periodismo ‘Antonio Mairena’ (1987), Premio Nacional de Periodismo ‘Ciudad de La Unión’ (1987), Premio a la Mayor Cobertura de Espectáculos Flamencos (1999), Premio Nacional de Flamencología en su modalidad de ‘Crítica Periodística’ (1999) el Premio Nacional de Ensayo Flamenco Niño Medina (2001) y Premio de Investigación y Crítica de la Bienal Málaga en Flamenco 2006.